# اس‌ام یوسی-۱۸
اس‌ام یوسی-۱۸ (به انگلیسی: SM UC-18) یک زیردریایی بود که طول آن ۱۶۱ فوت ۱۱ اینچ (۴۹٫۳۵ متر) بود. این زیردریایی در سال ۱۹۱۶ ساخته شد.